# Успение Богородично (Узунджово)
 Тази статия е за църквата в Узунджово.  За други значения вижте Успение Богородично (пояснение).  
„Успение Богородично“ е православен храм в село Узунджово, община Хасково, България. Тя е най-голямата селска църква в България. Сградата е построена като джамия, преустроена в църква през 1906 година, след като Османската империя преотстъпва сградата на България. Олтарът и част от орнаментите, характерни за православието, са изградени през същата година. През 2007 година храмът е реконструиран и възстановен основно с помощта на Община Хасково.

## История
Известният османски пътешественик Евлия Челеби посещава Узунджово в края на XVII век и пише следното:
| „            | После минахме град Харманли и за 5 часа стигнахме в град Узунджа ова, сред едно широко поле на територията на Чирменския санджак. Има един голям, приличащ на крепост хан, подобен на който може да бъде само оня сарай в Татар Пазарджик, построен от Мактул Ибрахим паша. По своята здравина тази бележита постройка може би е по-здрава от оная в Пазарджик. Има 80 огнища, уютен отвън и отвътре, с голям обор – това е един импозантен хан. Градът има една джамия, няколко малки ханчета, една оживена чаршия с две железни врати, прилични на врати на крепост, като всички са покрити със синкаво олово. Има още около сто бедняшки къщи, но няма вода. | “ |
| Евлия Челеби | |   |

Строежът на джамията наречена „Гяурджамиси“ започва след унищожението на българската църква през 1593 година. Финансирането на строежа се поема от Синан паша, който дарява 30 000 гроша за построяване на комплекс от религиозен храм, кервансарай, имарет и хамам. За това събитие разбираме от арменските историографи Хугс Инджежиян и Степанос Агони, които в края на XVII век в своя пътепис „География за четирите страни на света“ описват следното:
| „                               | В Узундже абад или Узунджа ова Синан паша през 1592 г., когато започнал война срещу маджарите (първата антитурска коалиция), по молба на жителите на това село построил два хана, две бани, павилиони, джамия, имарет, за което похарчил от собствени средства 300 000 гроша. Всяка година на 2 септември става традиционен голям търговски панаир. | “ |
| Хугс Инджежиян и Степанос Агони | |   |

След освобождението турското население на Узунджово се изселва. Кервансараят и другите обществени сгради на прочутия Узунджовски панаир са разрушени като е запазена само джамията и един от входовете на големия кервансарай. Джамията е занемарена до момента докато не се срутва селската църква „Свети Йован Кръстител“, строена през 1857 година. Тогава узунджовското църковно настоятелство взема решение да приспособи изоставената джамия в църква, тъй като нямат средства за нова църква. За целта сградата на джамията е дадена на селската община на редовно заседание на X Обикновено народно събрание за ползване като църковен имот. Узунджовци обаче трудно приемат идеята старата джамия да бъде превърната в църква и се взема ново решени тя да бъде разрушена и от строителния материал да бъде построена нова селска църква. След тригодишни спорове надделява идеята, че все пак джамията трябва да бъде запазена за поколенията и преустроена в църква. През 2007 година църквата е ремонтирана основно и е преосветана от пловдивския митрополит Николай на 9 септември 2007 година.

## Архитект
Името на архитекта на джамията „Гяурджамиси“ не е достигнало до наши дни. Причината за неговата анонимност се корени в разпространено в миналото вярване, че изписвайки името под творбите си авторът ще се възгордее и ще прояви суета.
Според изследване на Ибрахим Татарлъ за османските култови сгради и надписи, джамията е дело на известния османски архитект Коджа Мимар Синан. За това свое предположение обаче Татарлъ не дава конкретен източник. Според съвременно приета датировка строителството на джамията се отнася приблизително към периода 1593 – 1595 година. Тъй като Синан е починал пет години по-рано – през 1588 година, той не би могъл да бъде нейния творец.
Други сведения сочат за строител на джамията българския майстор Лальо Кръстев. До този извод водят и откритите на различни места в храма изображения на цветето лале. Доводът, че строителят е използвал лалето като своеобразнен подпис на своето авторство (Лальо – лале) има един съществен недостатък: в ислямската култура лалето е символ на Аллах, чрез него художниците изразяват обичта си към Всевишния. Лалето обичайно се изобразява като декоративен мотив в мюсюлманските храмове, сред които: Селим джамия, Куршумлу джамия и други. При все това, намерените изображения на кръст по самата фасада и по различни декоративни елементи в храма подсказват християнския произход на твореца.

## Строителство и архитектура
Куполът на храма е съграден от закрепени се върху квадратна основа тънки тухли и има формата на полукълбо. Поддръжката на купола е осигурена от колони и пандативи /контрафорси/. Контрафорсите са 24, по 6 във всеки ъгъл. Те представляват наредени под формата на равнобедрен триъгълник камъни, поставени с върха надолу. Освен поддържаща функция контрафорсите имат и декоративна такава. Колоните са осем, скрити при градежа, по две до всеки вътрешен ъгъл.
Куполът се прихваща и укрепва от външна каменна стена. Самата стена има формата на правилен осмоъгълник. Над контрафорсите, върху всеки от четирите ъгъла, строителят изгражда четири уравновесяващи кубета. Над тях, над четирите стени на осмоъгълника, има още четири укрепващи отвесни стени, които са във вид на полудъга. Така се образува тунел върху който крепи самия купол. Тунелът способства и за добрата акустика на пространството.
Върху лицевата, външна страна на всяка от четирите укрепващи стени, има издялана интересна релефна украса – халка закрепена на трапецовидна основа, наподобяваща старовремска дръжка на порта. Халките символично отварят четирите врати, изобразени върху четирите страни на храма, към четирите посоки на света. До наши дни са запазени само тези на източната и западната стена, докато другите две халки са почти напълно заличени, под влияние на природно-климатични условия.
Стените на храма са изградени от масивен камък, като за по-голяма здравина отделните камъни са захванати един за друг чрез зъбци. Повторно те са закрепени помежду си с метални скоби, споени с олово за камъка. Зидът е с дебелина приблизително 140 cm, достигайки до около 180 cm заедно с колоните. Устойчивият градеж се вижда в основата на минарето, разрушено през 1906 година. Шест са масивните колони, които подсилват зида от външния му край – по две с размер 150/140 cm от северната, източната и южната страна, и по една колона с размер 110/40 cm на северозападния и югозападния ъгъл.
От западната страна на сградата строителят е изградил централна колона с размери 310/26 cm, в която с изящен каменен фриз е оформен входа към храма. Колона е подсилена с четири допълнителни обли колони, захванати с дебели метални пръти към централната постройка. Издигнат е покрив с арки между колоните, върху който са построени три по-малки купола. По този начин се оформя покрита площадка пред входа на храма. Предполага се, че там в съответствие на обичая, богомолците мюсюлмани са оставяли своите обувки преди да влязат в джамията.
Друг любопитен момент е посоката на джамията. Тя е ориентирана почти напълно на югоизток-северозапад, а не както е прието в ислямската архитектура, по посока на свещения за мюсюлманите град Мека. Това се вижда в основата на минарето /викалото/, от чийто камъни през 1906 г. се изгражда олтара.

## Елементи на декорацията
На купола на джамията, освен полумесец и звезда, е имало и разцъфнало лале, тичинките на което се преплитали в кръстен знак. През 1906 г., когато джамията е превърната в църква, тази масивна конструкция от позлатена мед е свалена и се намира в музея в град Хасково. При реставрацията между двата прозореца се забелязва изпъкналият релеф на две лалета, направени едно над друго. Върху мраморната рамка на сводестия прозорец вътре в самия храм има два стръка лалета, отново едно над друго. От двете страни на югозападната ниша е нарисувана една роза, а на северозападната има три цветя. В орнаментиката на едно от тях, след по-добро вглеждане се забелязва шестоъгълна звезда /символ на евреите/, чийто листенца са пронизани от шест лъча. По един иносказателен начин храмът съвместява в себе си символите на трите основни религии, за да ни припомня че вярата винаги е една, но се проявява чрез различни изразни средства.
Олтарите в църквите винаги са ориентирани на изток. Всички елементи описани дотук са декоративно оформени, с изключително изящество, което придава неповторим духовен заряд на пространството.

## Иконостас
Иконостасът на църквата „Успение Богородично“ е дело на тревненския майстор дърворезбар Дарин Божков. Неговите размери – височина 8,80 m и ширина 14 m го нареждат сред трите най-внушителни иконостаса в страната. В проекта по направата на иконостаса участва екип от 40 души – майстори, чираци и калфи. Цялата изработка отнема девет месеца. Различните елементи на иконостаса са изработени от различни видове дърво като: липа, бук и орех. Реставрирани са част от старите малки икони, царските двери и солея. Старият иконостас от 1906 година е запазен, покрит като културен пласт под новия.
Работата на майстора дърворезбар следва посланието на строителя на храма – за вратите към света. Идеята е умело вплетена в дърворезбата на иконостаса. Върху рамката на царската врата, там където е закрепено главното кандило, е резбован продълговат трапец. Трапецът е оформен по подобие на тези, издялани на четирите външни укрепващи стени. За разлика от тях обаче тук самата рамка на вратата символизира халка.
За работата си по иконостаса Уста Дарин споделя следното:
| „                 | Когато започнах да работя по първия си иконостас, предназначен за ортодоксален храм, пред мен стоеше въпросът: Как да проектирам иконостаса в синхрон с архитектурата? И нещо, което ми беше направило впечатление: Има ли връзка между архитектониката на фасадата на храма и архитектониката на иконостаса? Той също представлява фасада, разделяща Земния от Божествения свят. Съпоставих фасадите и на храмове от различни периоди от историята на изкуството. Навсякъде колоните стъпваха върху основи, чрез капителите си носеха архитравната греда, а тя, допълнена от фриз и корниз, сякаш за да стане по-ефирна, носеше фронтона. | “ |
| Уста Дарин Божков | |   |

Уникален елемент от иконостаса на храма е дърворезбованата молитва, изписана на глаголица. Всъщност „Успение Богородично“ е единствената църква в България, в чийто иконостас има вплетена глаголична молитва. Според нейния автор, тя има знаков и символичен характер:
| „                 | Глаголицата освен перфектна графична и фонетична система, носи и знаков – символичен характер. Така например- „аз“ е символ на вярата, „буки“- на Бог. Но „аз“ е и символ – един от символите на българското, така че, привнасяйки тези елементи в иконостаса, ние го правим не само или просто ортодоксален, но и много български. | “ |
| Уста Дарин Божков | |   |

## Владишки трон
Оригиналният владишки трон на църквата „Успение Богородично“ е висок 4,5 m., изработен е от дърво и датира от 1906 година. След извършената цялостна реставрация на обекта през 2007 година, той е преместен в Регионалния исторически музей на град Хасково. С реставрацията и консервацията му се заема майсторът – реставратор Георги Дженев. Работата по възстановяване оригиналния вид на стария владишки трон, подмяната на изгнилата му корпусна основа, възстановяването на липсващите дърворезбени елементи, възвръщането на оригиналните цветове на боите и цялостно импрегниране с отрова против дървояди отнема на майстора шест месеца.
След обновяването на ценния християнски експонат, той става част от експозицията на Регионалния исторически музей, заемайки мястото си в раздела за църковно изкуство през периода ХV-ХІХ в. На негово място в храма е поставен нов архиерейски трон. Той е изработен от първомайстор Дарин Божков и е дарение за храма от неговото семейство.

## Галерия
- Източната страна на църквата
- Западната страна на църквата
- Иконостасът на църквата
- Вътрешността на църквата
- Под купола на църквата
- Камбанарията на църквата

### Мултимедия
- Репортаж на bTV за иконостаса на църквата „Успение Богородично“
- Репортаж на BNT за църквата „Успение Богородично“